# 道林山
72°31′S 98°3′W / 72.517°S 98.050°W
道林山（英語：Mount Dowling），是南極洲的山峰，位於埃爾斯沃思地，處於馮德沃爾角以東24公里，美國地質調查局根據測量和美國海軍拍攝的空中照片繪入地圖，現時由南極條約體系管理。